# Битва при Онгале
Битва при Онгале (болг. Битка при Онгъла) — бій між військом візантійського імператора Костянтина IV й армією булгарського хана Аспаруха в 680 році. Булгари отримали перемогу, що призвело до створення Першого Болгарського царства.

## Передісторія
У 632 році Кубрат проголосив незалежність від аварів та очолив Велику Болгарію. Після його смерті (приблизно 665 рік) заснована ним держава розпалася. Третій син Кубрата, Аспарух, під хазарським тиском пішов на захід, у Добруджу, поблизу володінь Візантії. Щоб вигнати їх, імператор Костянтин IV наказав усім військам у Фракії перейти за Дунай, і сам пішов проти булгар із сухопутними та морськими силами.

## Битва
Костянтин IV розташував піхоту між річками Ольгою і Дунаєм, а кораблі поставив біля берегів річки. Булгари, побачивши численність візантійського війська, заховалися у своїх дерев'яних укріпленнях. Облога, яку ускладнили болота тутешньої місцевості, тривала три або чотири дні.
Так як візантійці не починали активного бою, булгари стали сміливіше і самі почали атакувати супротивника. Костянтин IV страждав від подагри і був змушений повернутися на південь для користування мінеральними лазнями (можливо, в Бургасі). Візантійська армія вважала цей від'їзд імператора втечею з поля бою. Слідом за цим в її рядах почалися заворушення. Скориставшись ними, булгари напали на візантійців. Феофан Сповідник повідомляв: «Болгари вже знаючи це, переслідували їх, вельми багатьох винищили мечем, багатьох поранили, гналися за ними до самого Дунаю, переправилися через цю річку».

## Наслідки
Булгари переправилися через Дунай, підкорили місцеві слов'янські племена і розселилися в Мезії. Костянтин IV був змушений укласти з ними мир і зобов'язався платити щорічний податок.
Так виникло Перше Болгарське царство на Дунаї.

## У культурі
Битва при Онгале займає центральне місце в сюжеті третьої серії болгарського телефільму «Хан Аспарух» (1981).